# مارکو توسکانو
مارکو توسکانو (انگلیسی: Marco Toscano؛ زادهٔ ۷ ژوئیهٔ ۱۹۹۷) بازیکن فوتبال است.
از باشگاه‌هایی که در آن بازی کرده‌است می‌توان به باشگاه فوتبال پالرمو اشاره کرد.